# 常陸青柳站
常陸青柳站（日语：／ Hitachi-Aoyagi eki */?）是位於茨城縣常陸那珂市大字枝川363號，東日本旅客鐵道（JR東日本）的水郡線車站。

## 歷史
- 1897年（明治30年）11月16日：太田鐵道青柳站啟用。
- 1901年（明治34年）10月21日：太田鐵道轉讓至水戶鐵道。
- 1927年（昭和2年）12月1日：水戶鐵道被國有化（日语：鉄道敷設法）。成為國有鐵道車站。同時此站改名為常陸青柳站。
- 1960年（昭和35年）2月1日：結束貨物起卸業務。
- 1983年（昭和58年）6月1日：水郡線CTC化，此站成為無人車站。此站繼續設有列車交會設備。此站繼續設有簡易委託業務（業務只限售賣車票）。
- 1987年（昭和62年）4月1日：伴隨國鐵分割民營化，車站由東日本旅客鐵道（JR東日本）營運。
- 2001年（平成13年）5月8日：設置簡易型自動售票機[1]。

車站大樓在有人車站時代一直使用，後來車站大樓被拆毀並重建為簡單候車室。關於車票售賣，車站成為無人車站後，曾經設有來自水戶站的職員前往此站售票車票，後來中止這安排，變為設置現金專用自動售票機，該售票機可發售140日圓區間～1800日圓區間（在2013年3月前只可售賣100km圈內車票）車票。售票機設置當初可購買東京山手線內至水戶站之間的自由席特急票，現時已經停止發售上述車票，這是由於上述車票在投進下車站自動閘機時經常發生問題。
在2011年（平成23年）3月11日發生東日本大震災，使水郡線停止運作。在4月11日「常陸青柳～安積永盛」之間和「上菅谷～常陸太田」之間重開。在4月15日全線重開前，此站設有代行巴士服務。

## 車站構造
此站是地面車站，設有1面2線的島式月台。車站出入口與月台之間設有站內平交道。
此站是由上菅谷站管理的無人車站。月台設有上蓋、壁報板和長椅。此站設有自動售票機。

### 月台
| 月台 | 路線    | 上下行 | 方向     |
| ---- | ------- | ------ | -------- |
| 西邊 | ■水郡線 | 下行   | 郡山方向 |
| 東邊 | ■水郡線 | 上行   | 水戶方向 |

參考
在旅客資訊上沒有編排月台編號。

## 使用狀況
在2009年的乘車人次為1日平均491人。
| 年度   | 一日平均 乘車人次 |
| ------ | ----------------- |
| 2006年 | 135               |
| 2007年 | 134               |
| 2008年 | 147               |
| 2009年 | 144               |

## 車站周邊
在官方地址中，此站位於常陸那珂市內，月台南半部分位於水戶市青柳町。車站附近的建築物大部分位於水戶市內。從車站可遠眺水戶藝術館。
- 青柳公園
  - 水戶市民體育館（日语：水戸市民体育館）
- 水戶市公設地方批發市場（日语：水戸市公設地方卸売市場）
- 勝田枝川郵局
- 國道349號（日语：国道349号）
- 茨城縣道232號市毛水戶線（日语：茨城県道232号市毛水戸線）
在縣道上設有行走於水戶站至勝田站方向之間的巴士路線。最近的巴士站是「水府橋」巴士站。
- Hello Work（日语：公共職業安定所）水戶
- 國道6號

## 相鄰車站
東日本旅客鐵道（JR東日本）
■水郡線
水戶－常陸青柳－常陸津田

## 注腳
1. ↑  . 交通新聞 (交通新聞社). 2001-05-01: 3 （日语）.
2. ↑   (PDF). 茨城県: 19.   [2019-05-14]. （原始内容 (PDF)存档于2022-03-13） （日语）.
3. ↑  JR東日本:駅構内図 （页面存档备份，存于）（日語）
4. ↑  「統計常陸那珂」

## 外部連結
- 車站資訊（常陸青柳）：東日本旅客鐵道（日語）